# زبان‌شناسی تطبیقی
زبان‌شناسی تطبیقی یا زبان‌شناسی هم‌سنجشی (به انگلیسی: Comparative linguistics) یکی از شاخه‌های عمده در زبان‌شناسی تاریخی است که به همسنجی زبان‌ها به‌منظور اکتشاف و استخراج نزدیکی‌ها و خویشاوندی‌های آن‌ها در طول تاریخ می‌پردازد.
زبان‌شناسی تطبیقی (و یا در اصل واژه‌شناسی تطبیقی) شاخه‌ای از علم زبان‌شناسی تاریخی است که مقایسهٔ زبان‌ها را برای کشف ارتباطات تاریخی آن‌ها انجام می‌دهد.
ارتباطات تکوینی ضامن نخستین همداری یا زبان آغازین است. هدف زبان‌شناسی همسنجشی این است که ساختار خویشاوندی زبان‌ها را ایجاد و زبان اولیه را بازسازی کند و همچنین تغییراتی را که منجر به پیدایش زبان‌های امروزی شده، کشف کند. برای ایجاد تمایز میان زبان‌های بازسازی‌شده و زبان‌های موجود، زبان‌شناسی همسنجشی هر صورتی را که از متون باقی‌مانده بدست نیامده با علامت ستاره مشخص می‌کند. روش‌هایی برای طبقه‌بندی زبان‌ها به‌وجود آمده‌اند که گستره‌ای از تحقیقات ساده تا آزمودن فرضیه‌های رایانه‌ای را دربرمی‌گیرند. چنین روش‌هایی فرایندی طولانی را برای رسیدن به این مرحله می‌پیمایند.
راهکارهای اصلی در زبان‌شناسی همسنجشی مقایسهٔ نظام‌های واج‌شناسی، تاریخ تحول واژگان، دستور زبان و واژگان دو یا چند زبان است. در اصل، هر تفاوت میان دو زبان مشابه باید تا حد امکان قابل توضیح باشد و الگوی تغییرات سیستمی آن‌ها ثابت باشد. حتی ممکن است مقایسه محدودتر شود، برای مثال تنها در سطح واژگان صورت پذیرد. در برخی روش‌ها ممکن است زبان اولیه بازسازی شود. اگرچه زبان اولیهٔ بازسازی‌شده به‌وسیلهٔ روش‌های تطبیقی فرضی است، اما دارای قدرت پیش‌بینی است.
طرح فردینان دو سوسور بر این مبنا بود که زبان‌های هندواروپایی دارای نوع ویژه ایی از هم آوا (صامت‌)ها است که در زبان‌های ناهندواروپایی یافت نمی‌شود. اکتشافات مربوط به زبان هیتی، از زبان‌های هندواروپایی در آناتولی، نیز از این طرح پشتیبانی کرد. وی ثابت کرد هم آواهایی (صامت‌) که سوسور از آن‌ها نام برده تنها در محدوده‌ای که وی پیش‌بینی کرده بود به کار می‌رفته‌اند.
از آنجایی که همداری نخستین زبان‌ها بسیار کهن است و همدارهای آن‌ها به زمان‌های بسیار دور باز می‌گردد، استفاده از زبان‌شناسی همسنجشی عملی نیست. به صورت ویژه، تلاش در جهت مرتبط ساختن دو زبان اولیهٔ بازسازی‌شده با استفاده از روش‌های زبان‌شناسی همسنجشی نتایج چندان قابل پذیرشی به‌دست نمی‌دهد. این روش همچنین در رفع ابهام در مشخص کردن زیرمجموعه‌ها و نتایج متفاوتی که دانشمندان مختلف به‌دست می‌آورند خوب عمل نمی‌کند. برای این مورد می‌توان نتایجی را که در مورد زبان‌های هندواروپایی به‌دست آمده ذکر کرد.
شماری از روش‌هایی که بر اساس واکاویهای آماری واژگان شکل گرفته‌اند تلاش دارند تا بر این محدودیت غلبه کنند. برخی از این روش‌ها ریشه‌های واژگان دو زبان را باهم مقایسه می‌کنند و برخی دیگر تنها از شباهت‌های واژگانی استفاده می‌کنند. اساس نظری چنین روش‌هایی این است که واژگان دو زبان را می‌توان بدون بازسازی کامل زبان‌ها بررسی کرد. در این شیوه واژگان به اندازهٔ کافی باهم مقایسه می‌شوند تا شباهت‌ها به‌دست آید؛ بنابراین از واژگان زبان تنها برای مقایسهٔ دو زبان استفاده می‌شود و نه بازسازی زبان آغازین.

## پیشینه
ابتدایی‌ترین روش‌های تطبیقی که در طول سال‌ها شکل گرفته بود، در قرن نوزدهم به اوج خود رسید. این روش شامل مطالعهٔ فهرستی از واژگان و تحقیقات با جزئیات فراوان است. با این وجود، نقدهایی هم به این روش وارد بود؛ از جمله اینکه وابسته به فرد است، غیررسمی است و قابلیت آزمایش ندارد. روش تطبیقی به مقایسهٔ دو یا چند زبان می‌پردازد و امکان بازسازی زبان اولیه نیز فراهم می‌گردد. روش بازسازی دورنی تنها برای یک زبان به کار می‌رود و گونه‌های مختلف واژگانی که دارای کارکردی مشابه هستند، با هم مقایسه می‌شوند. بازسازی دورنی در برابر مداخله مقاومت بیشتری از خود نشان می‌دهد. دایرهٔ واژگانی که می‌توان برای آن استفاده کرد محدود است و تنها می‌تواند برخی از تغییرات را بازسازی کند (تنها واژگانی که ردی از گونه‌های متفاوت آوایی و تاریخ تحول آن‌ها باقی‌مانده باشد).
در قرن بیستم روش دیگری به کار گرفته شد که بیشتر کار موریس سوادش (Morris Swadesh) بود اما بر پایهٔ کارهای پیشین بنیان گذاشته شده بود. در این روش فهرست کوتاهی از واژگان پایه در زبان‌های مختلف با یکدیگر مقایسه می‌شدند. سوادش از فهرستی ۱۰۰ واژه‌ای بهره می‌برد که (براساس شباهتهای آوایی) تصور می‌کرد هم‌ریشه هستند. البته فهرست‌های دیگری هم وجود داشت. با مقایسهٔ دو زبان با یکدیگر روش‌های دیگری نیز به‌وجود آمدند که اطلاعات محدودی داشتند. نتیجهٔ استفاده از این روش، رسیدن به مبحث مطالعهٔ سیر تکامل زبان‌های مختلف بود که در دههٔ ۱۹۵۰ میلادی پا به عرصهٔ وجود گذاشت و در آن از فرمول‌های ریاضی برای درک اینکه چه زمانی دو زبان از هم جدا شده‌اند استفاده می‌شد. در ساده‌ترین حالت، سرعت تغییرات مورد توجه قرار می‌گرفت؛ اما در نسخه‌های بعدی از ورتایی (واریانس) استفاده می‌شد. با این حال، این نوع پژوهشها همچنان دارای پایایی نبودند. مبحث مطالعهٔ سیر تکامل زبان‌های مختلف همواره شک‌برانگیز بود و امروزه به‌ندرت مورد استفاده قرار می‌گیرد.
امروزه می‌توان برآوردهای تاریخی را با روش‌های رایانه‌ای ایجاد کرد که دارای محدودیت‌های کمتری است و بر اساس داده‌ها محاسبه می‌شوند. با این وجود، از هیچ ابزار ریاضی برای ایجاد زبان اولیه استفاده نشده‌است.
از دیگر روش‌های بحث‌برانگیز می‌توان به مقایسهٔ با حجم بالا اشاره کرد. این روش به‌وسیلهٔ جوزف گرینبرگ (Joseph Greenberg) ایجاد شد. این روش توانایی برآورد زمان ایجاد یک زبان را ندارد، بلکه هدف آن این است که که کدام زبان‌ها شباهت کمتر یا بیشتری به یکدیگر دارند. از یک سو، این نوع مقایسه تغییرات منظم را در نظر نمی‌گیرد و به همین علت بسیاری زبان‌شناسان تاریخی آن را رد می‌کنند. اما از سوی دیگر، این روش برای دسته‌بندی مقدماتی و مشخص‌کردن میزان رابطهٔ آن‌ها مفید است. برخی یافته‌های این روش، یافته‌های تحلیل‌های تطبیقی را تأیید می‌کنند.
به‌تازگی، روش‌های آماری رایانه‌ای هم برای روش‌های تطبیقی و هم روش‌های آماری گسترش یافته‌اند. روش‌های کاراکتر مدار مشابه روش‌های تطبیقی و روش‌های مسافت‌مدار مشابه روش‌های آماری هستند (نگاه کنید به زبان‌شناسی تطبیقیِ کمّی). کاراکترهای مورد استفاده می‌توانند سیر تحول تاریخی واژگان، دستور زبان یا حتی واژگان باشند. در اواسط دههٔ ۱۹۹۰ میلادی بود که استفاده از روش‌های شبکه‌مدار برای مطالعه در مورد رابطهٔ میان زبان‌ها و تخمین زمان تقریبی زبان اولیه به کار گرفته شد. بسیاری این روش را پذیرفتند، اما سنت‌گرایانی نیز بودند که آن را کاملاً قبول نکردند.
آن‌ها نمی‌خواستند روش‌های قدیمی‌تر را کاملاً با روش‌های تازه جایگزین کنند، بلکه تنها به دنبال راهی برای تکمیل آن‌ها می‌گشتند. بدون توجه به وجود موارد مشترک در واژگان موردمطالعه، چنین روش‌های آماری را نمی‌توان برای مشخص‌کردن زبان نخستین به کار گرفت. این روش‌ها به علت مشکلاتی که در روش‌شناسی خود دارند، همواره چالش‌برانگیز بوده‌اند. زیرا بدون بازسازی یا دست کم فهرست پازه مندی (مفصلی) از تشابهات هیچ استدلال دیگری برای هم‌ریشه بودن دو واژه از دو زبان پیشنهاد نمی‌دهند.
علاوه براین، روش تطبیقی در مواردی مانند بنارش چندگانه (multiple causation) چندان کارآمد نیستند، زیرا واژگان در یک زمان از چند منبع به‌دست می‌آیند.

## سایر موارد مرتبط
شاخه‌های دیگری از علم زبان‌شناسی نیز وجود دارد که با زبان‌شناسی تطبیقی ارتباط دارند:
- گونه‌شناسی به مقایسهٔ زبان‌ها می‌پردازد تا آن‌ها را بر اساس ویژگی‌هایشان طبقه‌بندی کند. هدف نهایی درک قوانین کلی حاکم بر زبان‌هاست. شباهت‌های گونه‌ای روابط تاریخی را دربرنمی‌گیرند. با این وجود، می‌توان از مباحث این شاخه در زبان‌شناسی همسنجشی استفاده کرد.
- زبان‌شناسی تماسی به مطالعه در مورد نتایج حاصل از تماس کاربران زبان‌های مختلف، به‌ویژه وام‌واژه‌ها، می‌پردازد. مطالعات عملی در مورد وام‌واژه‌ها بخشی از زبان‌شناسی تاریخی محسوب می‌شود. یکی از اهداف علم اشتقاق این است که مشخص شود کدام واژه از زبان‌های دیگر قرض گرفته شده‌است. این موضوع هم برای روش‌های تطبیقی و هم برای روش‌های مقایسهٔ واژگان بسیار مهم است، زیرا عدم توانایی در شناسایی واژگان قرضی می‌تواند موجب تحریف نتایج شود.
- زبان‌شناسی مقابله‌ای، زبان‌ها را با هدف کمک به یادگیری زبان با یکدیگر مقایسه می‌کند و بر آن است تا تفاوت‌های عمدهٔ دو زبان را مشخص کند. از این روش تنها برای زبان‌های امروزی استفاده می‌شود.